# Shift-and-add
La locuzione inglese shift-and-add (letteralmente sposta e aggiungi, nota anche come image-stacking, accumulo di immagini) si riferisce a una tecnica di speckle imaging comunemente utilizzata per ottenere immagini ad alta qualità a partire da un certo numero di immagini a breve esposizione con spostamento variabili. 
È stata utilizzata in astronomia per alcuni decenni e costituisce la tecnica su cui si basa la funzione di stabilizzazione delle immagini in alcune macchine fotografiche. Il metodo implica il calcolo degli spostamenti differenziali delle immagini. Le singole immagini sono quindi spostate verso un comune centro e montate insieme; il risultato è un'immagine a maggiore risoluzione (con un rapporto segnale/rumore maggiore alle alte frequenze) rispetto ad una classica immagine a lunga esposizione. 

## Software
Esistono diversi software in grado di mettere a frutto questa tecnica, come IRAF, RegiStax, Keiths Image Stacker e Iris.